# Hällaryd
Hällaryd è un'area urbana della Svezia situata nel comune di Karlshamn, contea di Kalmar.
La popolazione risultante dal censimento 2010 era di 546 abitanti.